# ハンブルクSバーン
ハンブルクSバーン（ドイツ語: S-Bahn Hamburg）は、ドイツ・ハンブルク都市圏における都市高速鉄道網（Sバーン）の名称である。Uバーン (U-Bahn) やAKN鉄道などとともに、ハンブルクとその周辺部の公共鉄道網を構成している。
1906年に客車列車の近郊路線として開業し、1907年の電化で電車運転を開始、1934年よりSバーンの呼称を導入した。電化方式は直流1200Vの第三軌条方式が基本だが、2008年のS3系統の延伸開業区間では一般鉄道と同じ交流15000V・16.7Hzの架空電車線方式が採用されている。

## 概要
ハンブルクSバーンはドイツ鉄道の子会社であるハンブルクSバーン社 (S-Bahn Hamburg GmbH) によって運行されている。現在は1997年に設立されたDBレギオノルトが直接責任義務を負っている。従業員数は1,100人で、他に清掃など子会社の従業員が300人いる。ハンブルクのSバーンのシンボルマークは2007年まで他のドイツの大都市と異なり赤をベースにした物が使用されていた。

## 歴史

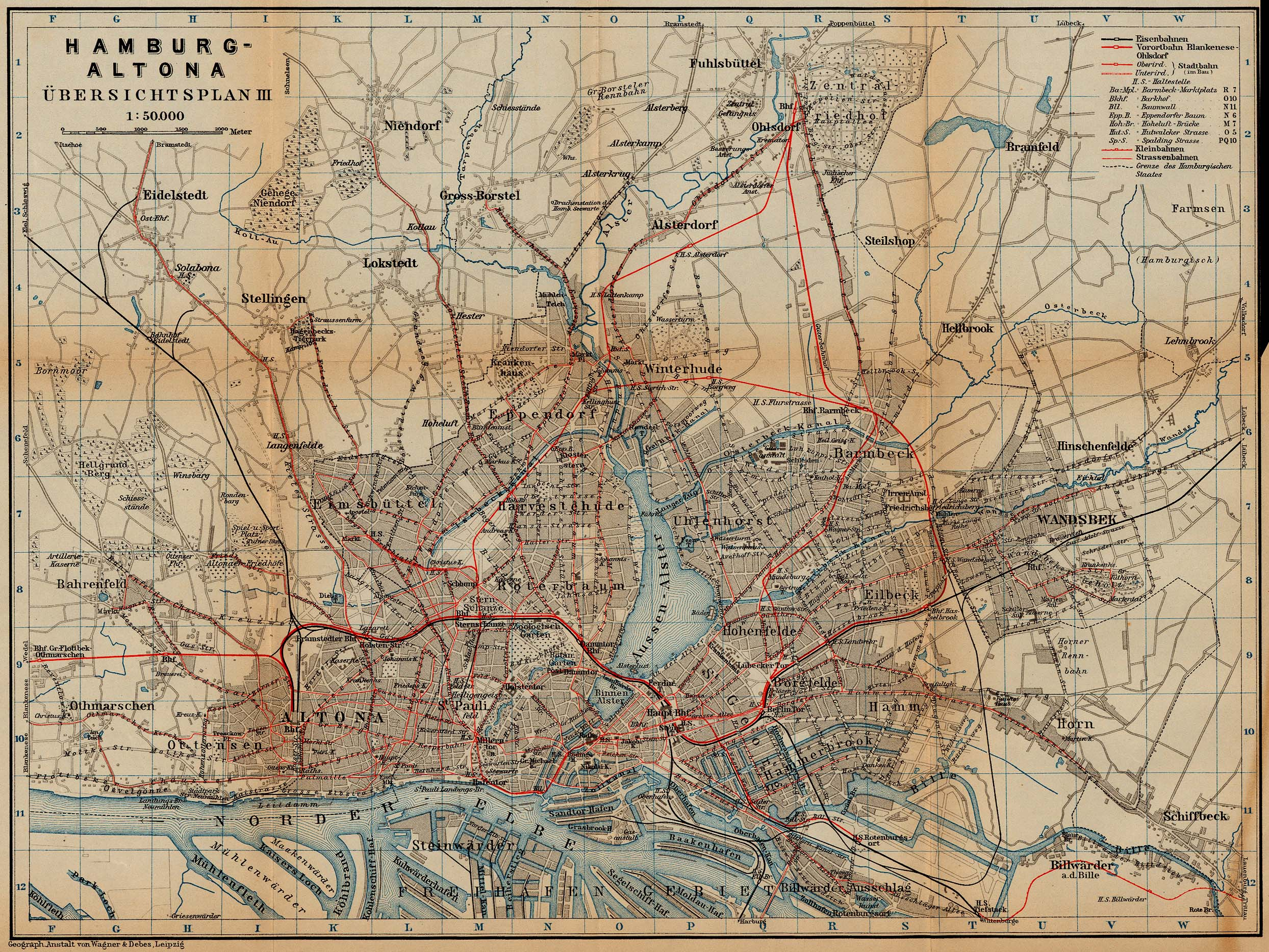
1910年頃のハンブルク周辺の鉄道・トラム網

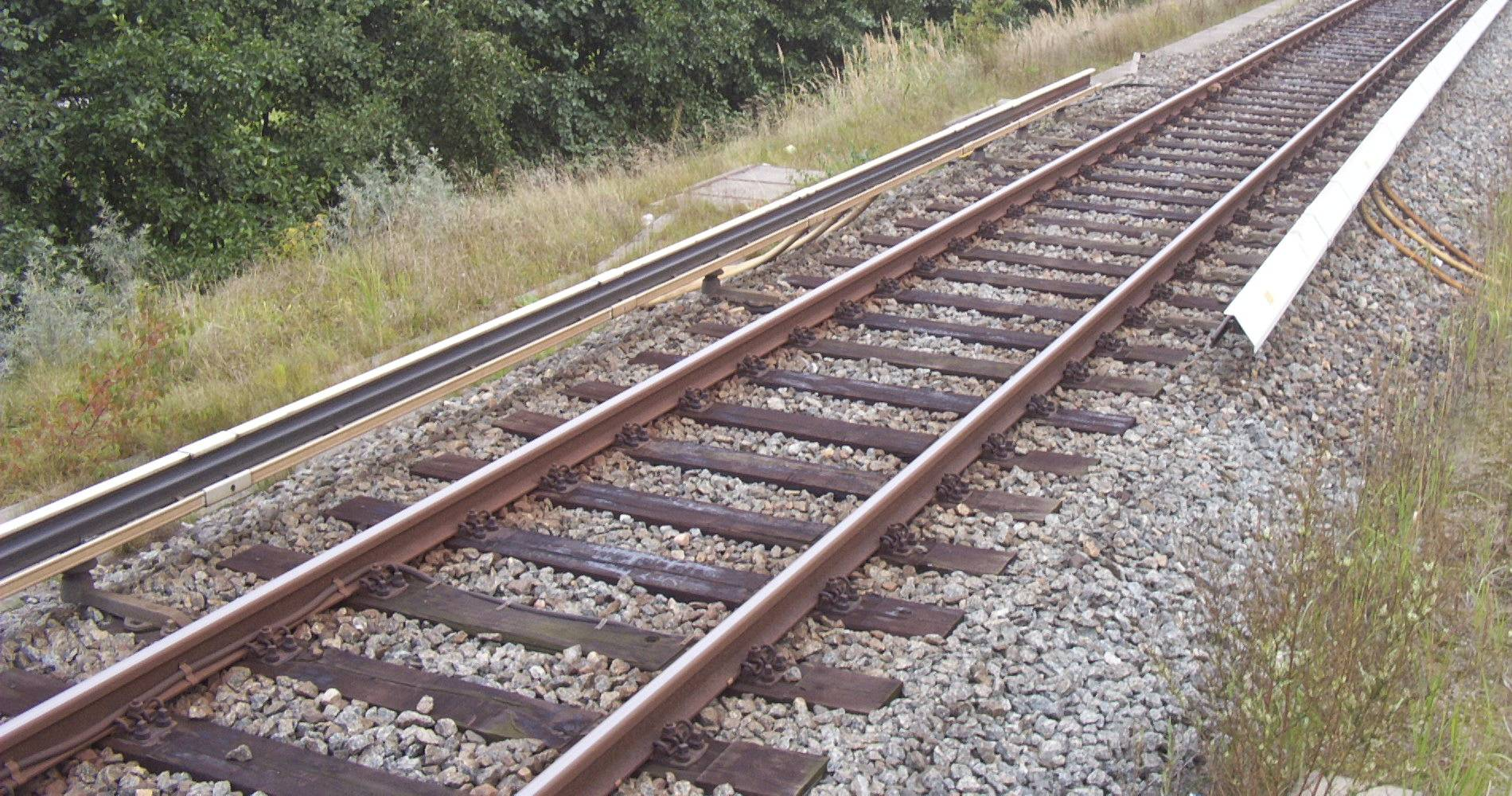
第三軌条方式

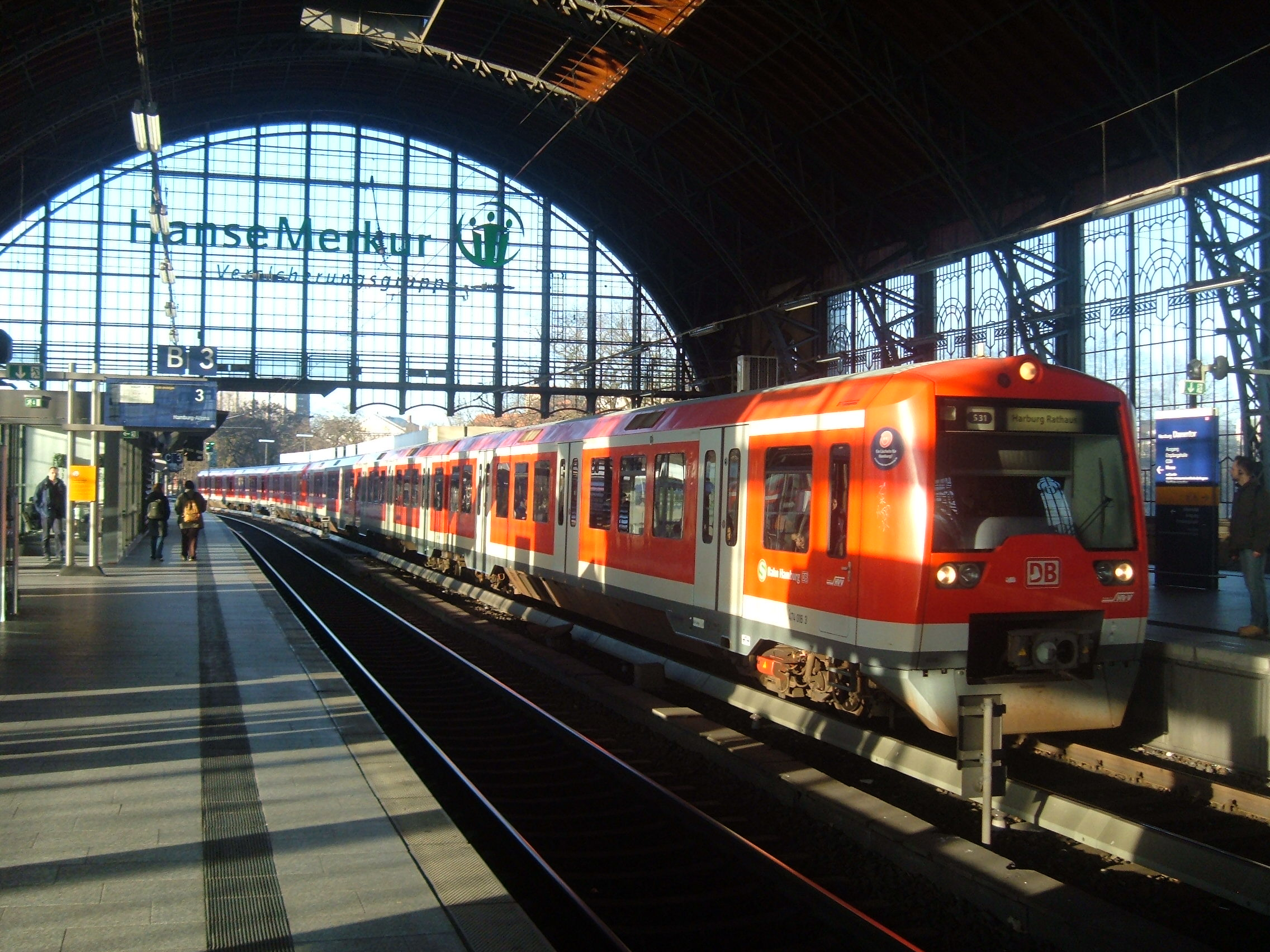
ハンブルク・ダムトア駅のSバーン

ハンブルクSバーンは1906年にプロシア鉄道省 (Prussian Eisenbahndirektion) によってHamburg-Altonaer Stadt- und Vorortbahnとしてアルトナ郊外のブランケネンゼー (Blankenese)、アルトナ、ハンブルクを結んで蒸気機関車牽引の客車列車によって開業している。翌年の1907年10月1日より電化により最初の電車が走った。1908年1月29日よりブランケネン・オールスドルフ間で電車が導入されている。その後、運営主体の変化や路線の拡張などが行われた。
ベルリンでは1924年に環状線と郊外線が開業し、1930年には都市高速鉄道網 (Schnellbahn) の略称であるS-Bahnの名称が作られ使用されるが、1934年からはハンブルクでもドイツ帝国鉄道がハンブルク・アルトナ都市郊外鉄道 (Hamburg-Altonaer Stadt- und Vorortbahn) の路線でS-Bahnの名称の使用を開始している。
また、1930年代に入り開業から30年間が経過し新しい鉄道インフラの導入の必要性が出てきた。ベルリンSバーンでは1924年より電化が進行しているが、第三軌条方式による直流電化方式750Vが採用された。当時のドイツ帝国鉄道は加速を改善するため、交流電化方式を廃しハンブルクSバーンではベルリンと同方式で電圧は直流電化方式の1,200Vを採用すること決めた。電化方式が異なるため現在でもベルリンSバーンとハンブルクSバーンの車両には互換性がない。
最初の直流電車ET171形（後の471形）が1939年に配備され、1940年7月に本格的な運用が開始されたが、第二次世界大戦の影響により交流電車はその後も併用され、1955年まで残っていた。ハンブルクSバーンは1950年代、1960年代を通じて拡張が行われ郊外へ路線網が広がっていった。1965年にハンブルク運輸連合が発足すると、Uバーンや路線バス網などと統合された運賃体系や運行体系が整備され1967年からはS1〜S6の系統番号が整備された。1970年代から1980年代にかけては郊外部への路線や、中心部の地下区間 (City-S-Bahn) がさらに整備されていった。
2007年に開業したS3の延伸区間（ノイグラーベン - シュターデ間）は架空電車線方式が採用され、再び交流電化方式が使われることになり、474形電車の複電圧対応車が登場している。2008年にはハンブルク空港への路線が開業した。
なお、2001年までハンブルクSバーンでは都市鉄道としては珍しく2クラス制で、1等車は2等車より50%割り増しの運賃が必要であった。

## 路線網

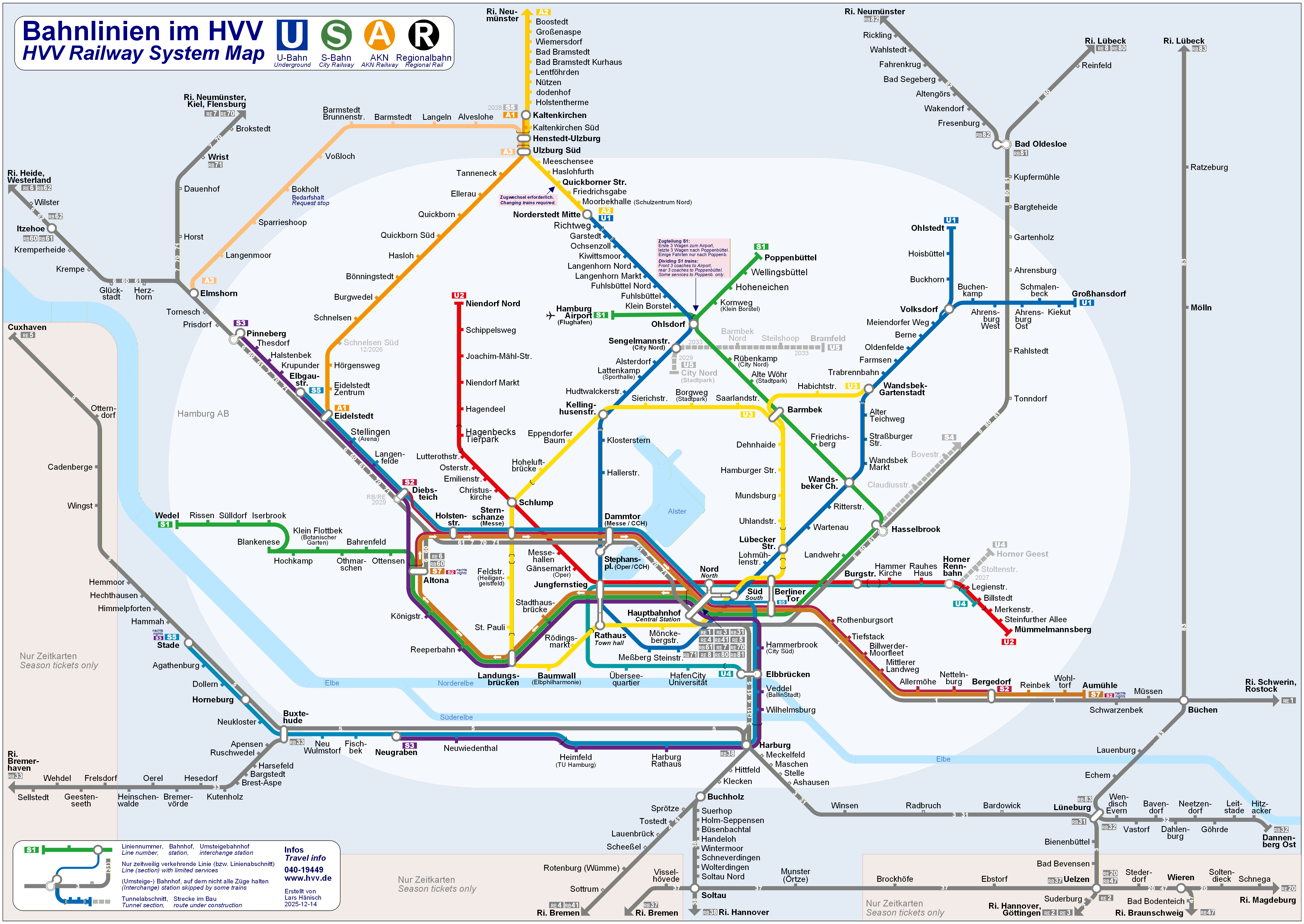
ハンブルクの鉄道網路線図

全4系統。S1・S3はユンクフェルンシュティーク (Jungfernstieg) 駅などのある中心部の地下区間を経由し、S2・S5はダムトーア駅などのあるVerbindungsbahnを経由する。
- S1: ヴェーデル - アルトナ - ユンクフェルンシュティーク - 中央駅 - ベルリナー・トーア - ハンブルク空港 / ポッペンビュッテル
- S2: アルトナ - ダムトーア - 中央駅 - ベルリナー・トーア - ベルゲドルフ - アウミューレ
- S3: ピンネベルク - エルブガウ通り - アルトナ - ユンクフェルンシュティーク - 中央駅 - ハールブルク - ノイグラーベン
- S5: エルブガウ通り - ダムトーア - 中央駅 - ハールブルク - ノイグラーベン - シュターデ

## 使用車両
ハンブルクSバーンでは3両1編成の電車が使用されており、併結し6両編成での運用や最大3編成9両で運用されている。電気方式は第三軌条方式が採用されているが、一部架空線電化区間に対応した編成も使われている。
- 過去の車両
  - 470形（製造年1959年〜1970年・引退2002年・中間車870形。登場時はET170形）
  - 471形（製造年1939年〜1958年・引退2001年・中間車871形。登場時はET171形）
  - 472形（製造年1974年〜1984年・中間車473形）

- 現用車両
  - 474形（製造年1996年〜・中間車874形）
  - 490形（製造年2013年〜）

現在運用されている474形と490形はそれぞれ異なった系統で使用されている。474形はS1、S2、S5、490形はS3、S5の系統で運用されている。S5がシュターデ (Stade) へ延伸されたことにより、新しい複電圧車が配置されている。複電圧車は474.3形に区分され、集電装置が中間車に追加され交流電化15kVの架空線電化区間に対応している。
474形電車導入時はハンブルクSバーンの以前の塗装であるベージュにマリンブルーの配色であったが、交通赤色と呼ばれるドイツのSバーン車両の標準色に代わっている。472形も登場時は以前のSバーンの塗装であった。現在ではベルリンSバーンのみ独自の塗装を採用している。

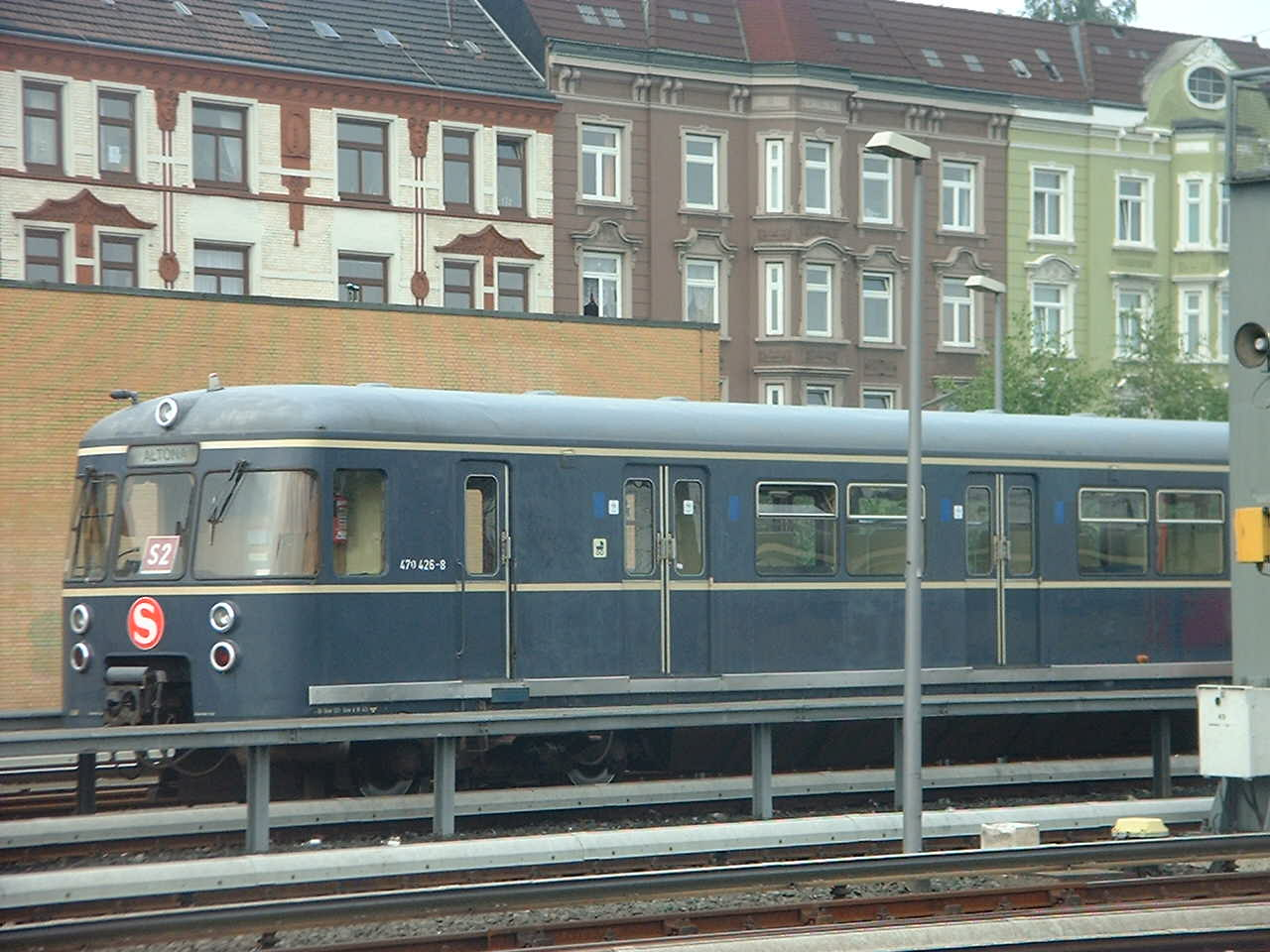
470形電車
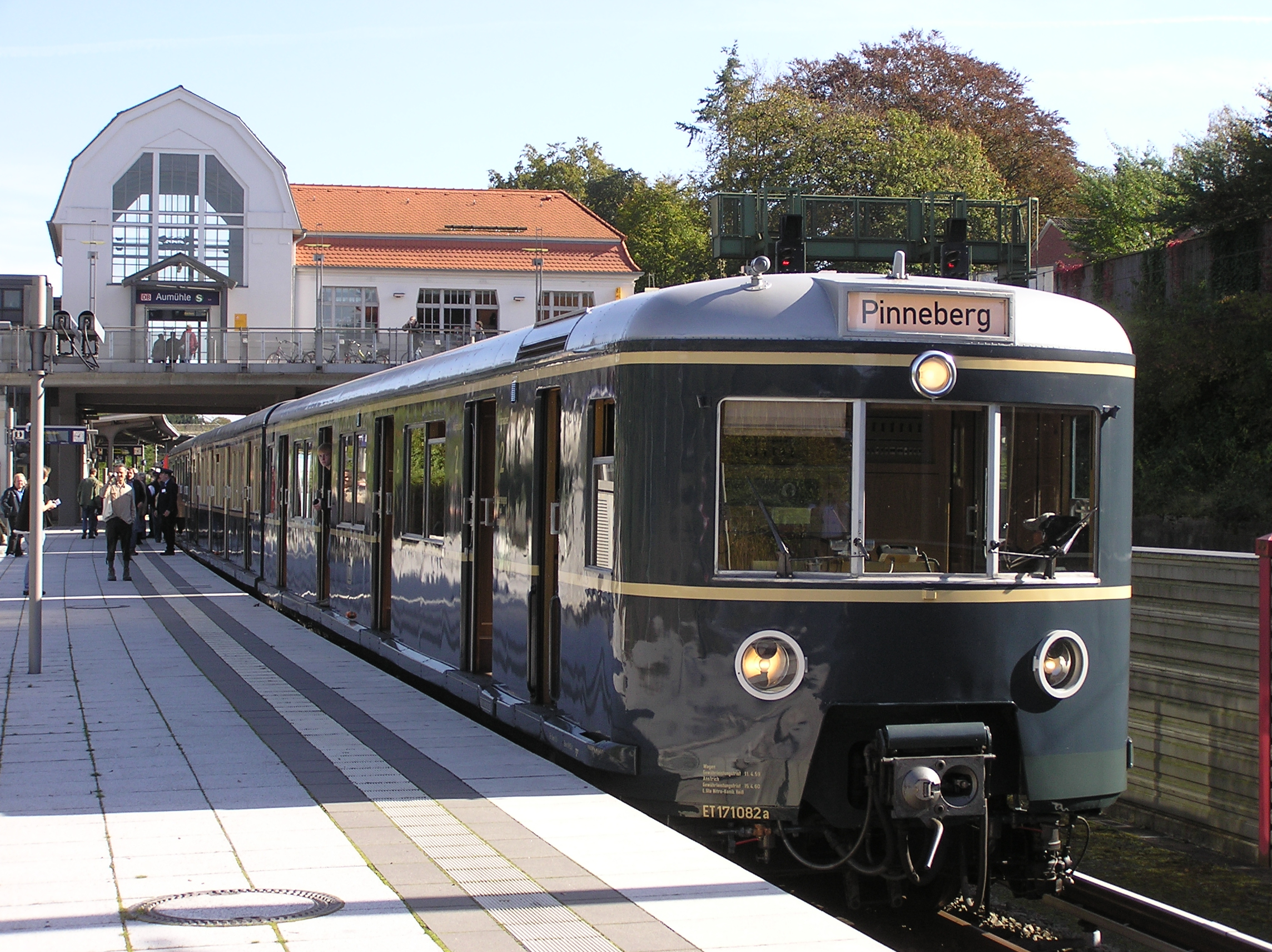
471形電車
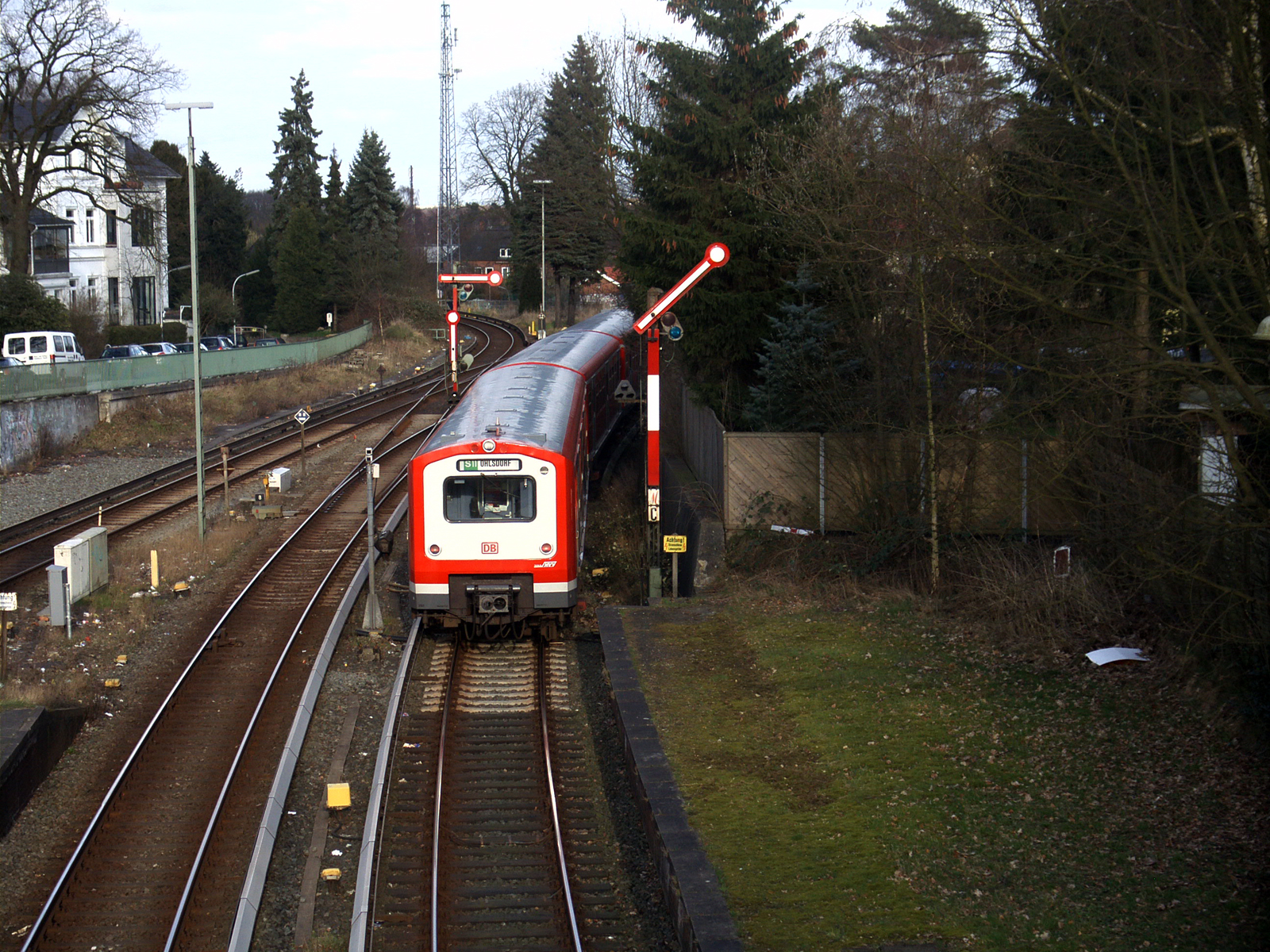
472形電車
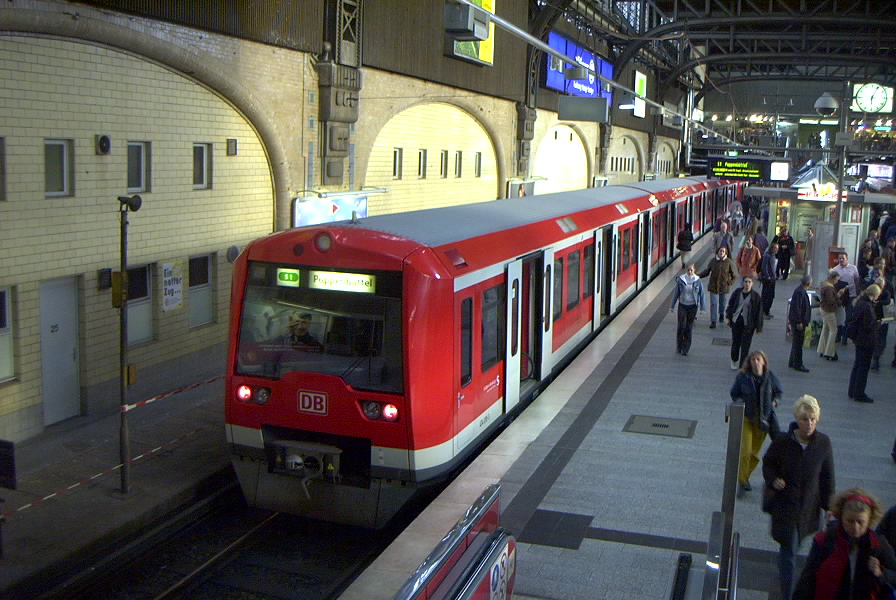
474形電車
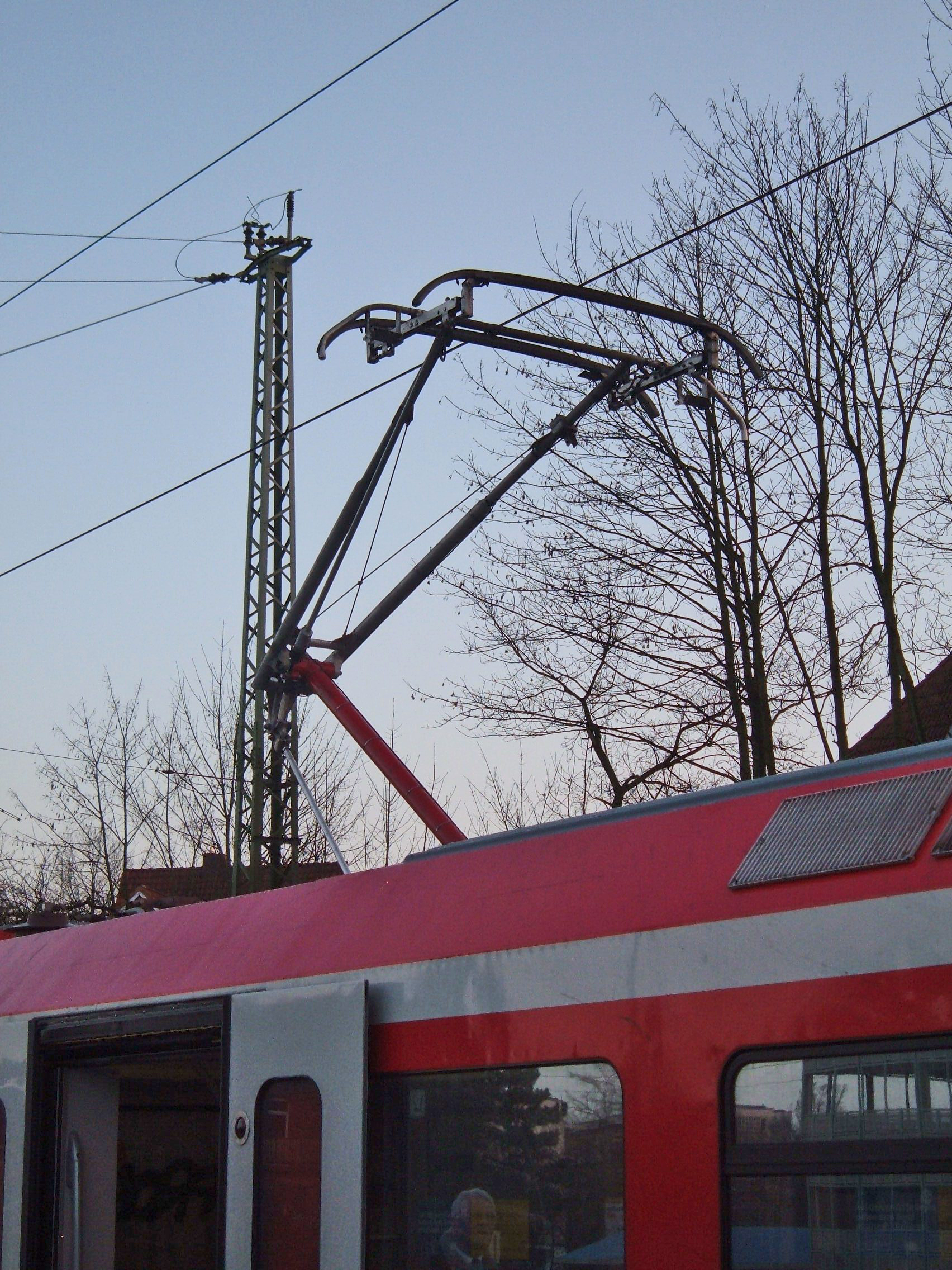
474形複電圧対応車の集電装置